# 大阪市立都島工業専門学校 (旧制)
| 大阪市立都島工業専門学校 （都島工専） | 大阪市立都島工業専門学校 （都島工専） |
| ------------------------------------- | ------------------------------------- |
| 創立                                  | 1943年                                |
| 所在地                                | 大阪府大阪市都島区                    |
| 初代校長                              | 平野正雄                              |
| 廃止                                  | 1951年                                |
| 後身校                                | 大阪市立大学                          |
| 同窓会                                | 大阪市立大学 工学部同窓会             |

大阪市立都島工業専門学校 （おおさかしりつみやこじまこうぎょうせんもんがっこう） は、1943年 （昭和18年） に設立された旧制専門学校。略称は都島工専 （みやこじまこうせん）。1945年4月に大阪市立都島高等工業学校 （都島高工） から改称した。本項では、改称前後の両校について扱う。
都島高工の母体校となった大阪市立都島工業学校については、新制大阪市立都島工業高等学校の項を参照。本項では、制度上の変遷を略述するにとどめる （旧制高等工業学校は新制工業高等学校とは別制度の学校である）。

## 概要
旧制大阪市立都島工業学校を母体に、大阪市立都島高等工業学校として設立された。都島高工創立時には、本科 （修業年限 3年） に機械工学科、電気工学科、建築工学科、土木工学科を設置した。第二次世界大戦中に大阪市立都島工業専門学校 （都島工専） と改称された。
新制大阪市立大学理工学部 （現 工学部・理学部） の前身である。 同窓会は 「大阪市立大学工学部同窓会」 と称し、新制大学卒業者と合同の会である （都島工業学校の同窓会 「社団法人 浪速工業会」 とは合同しなかった）。

## 沿革

### 母体校変遷
- 1907年5月21日： 工業学校規程により市立大阪工業学校設立 （明治40年文部省告示第164号）。
  - 本科 （機械科・建築科） 修業年限 4年、入学資格 満14歳以上・高等小学校卒業以上。
  - 選科 修業年限 1年～5年、入学資格 満12歳以上 （尋常小学校卒業程度）。
  - 校舎は北区北野牛丸町に設置 （現JR貨物 梅田駅付近）。
- 1908年4月： 市立大阪工業学校開校。
- 1909年10月： 附属工業補習学校開設 （1920年3月、大阪市立工業補習学校として独立）。
- 1910年3月： 分析科を増設。

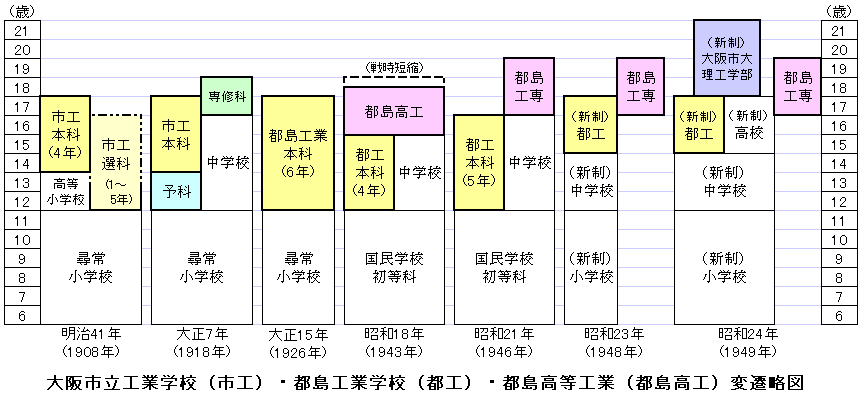
変遷略図（1908-1949）

- 1918年4月： 大阪市立工業学校と改称。
  - 予科を設置 （修業年限 2年、入学資格 尋常小学校卒業程度） 。
  - 選科を廃止、専修科を設置 （修業年限 2年、入学資格 中学校卒業程度）。
  - 電気科を増設。分析科を応用化学科と改称。
- 1919年： 同窓会が校友会から独立。
- 1922年4月： 土木科を増設。
- 1923年： 同窓会、「浪速工業会」 と改称。
- 1924年4月： 応用化学科を大阪市立泉尾工業学校 （のち大阪市立泉尾工業高等学校） に移管。
- 1925年12月： 大阪駅拡張に伴い、都島に移転。
- 1926年4月： 大阪市立都島工業学校と改称。
  - 予科・専修科を廃止、本科 6年制とする （入学資格 尋常小学校卒業程度）。
- 1934年1月： 同窓会 「浪速工業会」 が社団法人化。
- 1937年10月： 2部を設置 （電気科、修業年限 1年、入学資格 中学校卒業程度）。

### 昇格の経緯
大阪市立都島工業学校は 6年制工業学校であり、一般の旧制工業学校より 1年分修業年限が長かった。そのため同窓会 「浪速工業会」 は、1931年8月から高等工業学校への昇格運動を始めていた： （案1） 修業年限を延長、7年制高等工業学校とする案。 （案2） 本科5年の上に 3年制の高等科 （高等工業学校） を併置する案。しかし、大阪市当局は、財政難を理由に応じなかった。
1943年1月、中等学校令 （昭和18年勅令第36号） が公布され、6年制だった都島工業学校は 4年制に短縮されることになった （4年制適用は 1943年入学者から）。大幅なレベルダウンが避けられなくなり、ようやく大阪市当局は高等工業学校の併設に応じた。

### 大阪市立都島高等工業学校時代
- 1943年3月8日： 大阪市立都島高等工業学校設立認可 （大専22号）。
- 1943年4月： 開校。
  - 都島高工は本科 3年制で、機械工学科・電気工学科・建築工学科・土木工学科を設置。
  - 都島工業学校本科は存続し、1948年に学制改革により新制都島工業高等学校となった。

### 大阪市立都島工業専門学校時代
- 1945年4月： 大阪市立都島工業専門学校と改称 （昭和20年文部省告示第40号）。
  - 本科 3年制、機械科・電気科・建築科・土木科を設置。中等学校 4年修了入学も許された。
- 1945年6月7日： 空襲により講堂・実験設備を焼失。
- 1945年9月： 第1回卒業 （1943年入学者。戦時措置で修業年限短縮のため）。
- 1946年4月： 大阪市立都島工業専門学校規則改正。
  - 入学資格から、中等学校 4年修了者の項が削除された。
- 1947年： 女子学生の入学を許可。
- 1947年12月： 「都島工専大学昇格期成同盟」、大阪市長に大学昇格を陳情。
- 1948年2月： 期成同盟、大阪市会に大学昇格を陳情。
  - 結局、単独昇格ではなく、新制大阪市立大学 （総合大学） の一部として昇格することになった。
- 1949年4月： 新制大阪市立大学発足。
  - 都島工専は理工学部の前身となった （1959年、理学部と工学部に分離） 。
  - 寮は 「都風寮」 として引き継がれた （1946年頃発足、1951年3月引継）。
- 1951年3月4日： 大阪市立の旧制専門学校 4校で合同閉校式を開催。
- 1951年3月8日： 第6回卒業。
- 1951年3月31日： 都島工専廃止。

## 校地
設立当初は、母体となった都島工業学校と同居していた （都島校舎、現大阪府立都島工業高等学校の校地）。1945年6月の空襲で一部の設備を失い狭隘となったため、1945年9月の学校再開時、旧北天満国民学校校舎を分教場とした （建築科・土木科、北天満分教場。大阪市北区浪花町）。分教場は翌 1946年4月に旧管北国民学校に移転 （管北分教場、大阪市北区管栄町）。1946年10月、都島工専全校が桃ヶ丘仮校舎に移転 （大阪市天王寺区北山町の旧桃丘国民学校、現大阪市立天王寺図書館敷地）。
後身校、新制大阪市立大学理工学部は大阪市北区の元北野小学校校舎 （旧扇町商業高等学校校舎、北野校舎、現北税務署敷地） で発足したのち、1959年の理工分離を経て、理学部は1962年9月 （原子力調査研究室は1968年8月）、工学部は1966年8月までに現在の杉本校舎 （大阪市住吉区） に移転した。
学生寮は大阪市都島区高倉町三丁目 （当時） にあった旧軍需工場の宿舎を転用したもので、1946年頃から入寮が開始された。初期の寮生、金田龍之介の提案によって 「都風寮」 と名付けられ、1951年3月、都島工専の廃止と共に新制大阪市立大学に引き継がれた （但し、正式の大学寮として認められたのは1956年7月）。老朽化のため、1977年に新寮が杉本校舎の一角に設置されたが、寮管理規定をめぐって寮生と大学当局との間で対立が発生。膠着状態の中、1977年1月17日、一部の都風寮生により新寮への入寮が強行され、「志全寮」 となった。都風寮は志全寮誕生と共に廃止となった （志全寮も中核派の事実上の出撃拠点として使用されたため、最終的に1997年8月、明け渡し強制執行により終焉した）。

## 歴代校長
大阪市立都島高等工業学校
- 校長事務取扱： 平野正雄 （1943年3月8日 - 1943年3月31日）

- 初代： 平野正雄 （1943年3月31日 - 1945年3月31日）
京都大学名誉教授。1946年3月31日までは都島工業学校校長と兼務。

大阪市立都島工業専門学校
- 初代： 平野正雄 （1945年4月1日 - 1951年3月31日）

## 著名な出身者
- 金田龍之介 - 俳優。都島工専機械科 1949年卒。
- 伊原吉之助 - 台湾問題学者、比較近代史学者。
- 西辻豊 - 政治家、元大阪府八尾市市長(第4代)

## 関連書籍
- 大阪市立大学百年史編集委員会（編）　『大阪市立大学百年史 全学編 (上・下)』　1987年11月。
- 寮の記録委員会（編）　『大阪市立大学 学生寮の歴史』　大阪市立大学、2001年3月。